# Unterseeboot 258
Le Unterseeboot 258 (ou U-258) est un sous-marin allemand (U-Boot) de type VII.C utilisé par la Kriegsmarine (marine de guerre allemande) pendant la Seconde Guerre mondiale.

## Historique
Mis en service le 4 février 1942, l'Unterseeboot 258 reçoit son instruction initiale à Kiel au sein de la 5. Unterseebootsflottille jusqu'au 31 août 1942, puis l'U-258 intègre sa formation de combat à La Rochelle avec la 3. Unterseebootsflottille.
L'Unterseeboot 258 effectue quatre patrouilles dans lesquelles il coule un navire marchand ennemi de 6 198 tonneaux au cours de ses 197 jours en mer.
Il réalise sa première patrouille, quittant le port de Kiel le 1er septembre 1942 sous les ordres de l'Oberleutnant zur See Wilhelm von Mässenhausen. 

Le 1er septembre 1942, Wilhelm von Mässenhausen est promu au grade de Kapitänleutnant.

Après 57 jours en mer, l'U-258 rejoint la base sous-marine de La Rochelle située à La Pallice, le 27 octobre 1942.
Pour sa quatrième et dernière patrouille, il quitte la base sous-marine de La Rochelle le 1er mars 1943 toujours sous les ordres du Kapitänleutnant Wilhelm von Mässenhausen. Après 81 jours en mer et un succès d'un navire ennemi de 6 198 tonneaux coulé, l'U-258 est coulé à son tour le 20 mai 1943 dans l'Atlantique Nord à  la position géographique de 55° 18′ N, 27° 49′ O par des charges de profondeur lancées d'un bombardier Consolidated B-24 Liberator britannique (Squadron. 120/P). 
Les quarante-neuf membres d'équipage meurent dans cette attaque.

## Affectations successives
- 5. Unterseebootsflottille à Kiel du 4 février au 31 août 1942 (entrainement)
- 3. Unterseebootsflottille à La Pallice du 1er septembre 1942 au 20 mai 1943 (service actif)

## Commandement
- Kapitänleutnant Wilhelm von Mässenhausen du 4 février 1942 au 20 mai 1943

## Patrouilles
|       | Commandant                      | Départ             | Départ     | Arrivée          | Arrivée    | Jours     | Succès  |
| ----- | ------------------------------- | ------------------ | ---------- | ---------------- | ---------- | --------- | ------- |
| 1     | Oblt. Wilhelm von Mässenhausen  | 1er septembre 1942 | Kiel       | 27 octobre 1942  | La Pallice | 57 jours  |         |
| 2     | Kptlt. Wilhelm von Mässenhausen | 2 décembre 1942    | La Pallice | 26 décembre 1942 | La Pallice | 5 jours   |         |
| 3     | Oblt. Leopold Koch              | 10 janvier 1943    | La Pallice | 4 mars 1943      | La Pallice | 54 jours  |         |
| 4     | Kptlt. Wilhelm von Mässenhausen | 1er mars 1943      | La Pallice | 20 mai 1943      | Coulé      | 81 jours  | 6 198   |
| Total | Total                           | Total              | Total      | Total            | Total      | 197 jours | 6 198 t |

Note : Oblt. = Oberleutnant zur See - Kptlt. = Kapitänleutnant 

### Opérations Wolfpack
L'U-258 a opéré avec les Wolfpacks (meute de loups) durant sa carrière opérationnelle:
1. Pfeil (12 septembre 1942 - 22 septembre 1942)
2. Blitz (22 septembre 1942 - 26 septembre 1942)
3. Tiger (26 septembre 1942 - 30 septembre 1942)
4. Wotan (5 octobre 1942 - 17 octobre 1942)
5. Delphin (23 janvier 1943 - 9 février 1943)
6. Rochen (9 février 1943 - 20 février 1943)
7. Adler (11 avril 1943 - 13 avril 1943)
8. Meise (13 avril 1943 - 27 avril 1943)
9. Star (27 avril 1943 - 4 mai 1943)
10. Inn (11 mai 1943 - 15 mai 1943)
11. Donau 1 (15 mai 1943 - 20 mai 1943)

## Navires coulés
L'Unterseeboot 258 a coulé un navire marchand ennemi de 6 198 tonneaux au cours des quatre patrouilles (197 jours en mer) qu'il effectua.
| Date          | Nom du navire | Nationalité | Convoi | Tonnage | Fait  |
| ------------- | ------------- | ----------- | ------ | ------- | ----- |
| 29 avril 1943 | McKeesport    | USA         | ONS-5  | 6 198   | Coulé |

### Source et bibliographie
- (en) Cet article est partiellement ou en totalité issu de l’article de Wikipédia en anglais intitulé « German submarine U-258 » (voir la liste des auteurs).
- Chris Bishop, historien militaire (trad. de l'anglais par Christian Muguet), Les sous-marins de la Kriegsmarine : 1939-1945 : le guide d'identification des sous-marins [« The spellmount submarine identification guide : Kriegsmarine U-boats 1939-1945 »], Paris, Éd. de Lodi, 2008, 192 p. (ISBN 978-2-84690-327-1, OCLC 470721805, BNF 41298980)